# 招惹
《招惹》（英語：Provoke），2023年中國大陸网络微短剧，改編自中文在線旗下四月天小说网隱笛的同名小說。由曾慶傑執導，李沐宸、趙弈欽領銜主演。於2023年3月30日在騰訊視頻全網獨播。講述了一個假少爺和一個假歌女，從原本敵對到身處同一個屋檐，展開相愛相殺的復仇狗血故事。

## 演员列表

### 主要演员
| 演員   | 角色           | 介紹                         |
| 李沐宸 | 姜罌(江粟粟)   | 新仙林頭牌歌女               |
| 趙弈欽 | 杜尋羽(沈行知) | 杜景窗之子                   |
| 王若麟 | 杜景窗         | 上海灘棠城首屈一指的商業大亨 |